# Brettmühlenteich Dobra
Der Brettmühlenteich (auch Brettmühlenteich Dobra, Brettmühlenteich Zschorna oder Brettmühlenteich Tauscha) ist ein Waldteich südöstlich von Zschorna in Sachsen.
Ein 4,40 m hoher und 380 m langer Damm staut den von Grund- und Springbach gespeisten 14,5 ha großen Brettmühlenteich im Einzugsbereich vom Speicher Radeburg II. Am Ufer dieses Waldteiches befindet sich das Naherholungszentrum „Brettmühlenteich“. Die umzäunte Anlage mit ihrem Campingplatz und einem sehr beliebten Sandstrand, Bootsverleih sowie gastronomischen Einrichtungen wurden bis 2016 von der Gemeinde Thiendorf verwaltet und befinden sich seither in privater Hand. Der Badebereich ist seitdem frei zugänglich, der Betreiber ist jedoch nicht mehr für die Sicherheit der Badegäste verantwortlich.
Im gleichen Objekt befindet sich eine Ferienhaussiedlung, die seit den 1950er-Jahren schrittweise aus Betriebsbungalows entstanden ist und deren Parzellen nach der politischen Wende in das Eigentum der heutigen Nutzer übergingen. Ursprünglich zog sich eine Vielzahl von Wassergräben vom Zipfelteich her zwischen den Bungalowreihen hindurch, die inzwischen aber größtenteils verfüllt wurden. Im Sommer herrscht am Brettmühlenteich reger Badebetrieb, der auch viele Dresdener Erholungssuchende anzieht. 
Da die Einzugsgebiete der beiden Zuflüsse Grund- und Springbach ebenso wie die direkte Umgebung von Wald und Grünland dominiert werden, gibt es kaum ernsthafte Probleme mit der regelmäßig überwachten Badewasserqualität, solange die Wassermenge nur ausreicht. Algenblüten halten sich trotz Warnungen in Grenzen. Am Brettmühlenteich finden sportliche Veranstaltungen (Duathlon, Triathlon) und im Herbst öffentliche Fischzüge statt.